# About Alex
About Alex is een Amerikaanse dramafilm uit 2014, geschreven en geregisseerd door Jesse Zwick.

## Verhaal
Na de zelfmoordpoging van Alex plannen zijn oude studievrienden een lang weekend om dicht bij hem te zijn. Maar degenen die geacht werden zorgeloze dagen te hebben om allemaal samen te zijn, brengen jaloezie en oude meningsverschillen naar boven, waardoor de onderlinge relaties in gevaar kunnen komen.

## Rolverdeling
| Acteur         | Personage |
| -------------- | --------- |
| Nate Parker    | Ben       |
| Jason Ritter   | Alex      |
| Maggie Grace   | Siri      |
| Max Greenfield | Josh      |
| Aubrey Plaza   | Sarah     |
| Max Minghella  | Isaac     |
| Jane Levy      | Kate      |

## Productie
Op 24 juli 2013 werd gemeld dat Jesse Zwick zijn regiedebuut zou maken met deze film, en ook de belangrijkste castleden werden aangekondigd. Op 9 maart 2014 werd gemeld dat Joel P. West de muziek zou componeren die in de film wordt gebruikt.

## Release
De film ging in première op 17 april 2014 op het Tribeca Film Festival. De film werd in de Verenigde Staten op 8 augustus 2014 uitgebracht door Screen Media Films.

## Ontvangst
Op Rotten Tomatoes heeft About Alex een waarde van 45% en een gemiddelde score van 5,50/10, gebaseerd op 42 recensies. Op Metacritic heeft de film een gemiddelde score van 45/100, gebaseerd op 18 recensies.